# Johann Amos Comenius
Johann Amos Comenius (tjekkisk: Jan Amos Komenský) (født 28. marts 1592, død 22. november 1670) var en tjekkisk lærer, forfatter og præst, der især er kendt for sine tidlige pædagogiske og humanistiske tanker.

## Opvækst
Comenius blev født og voksede op i det sydøstlige område af det nuværende Tjekkiet. Fødestedet er ukendt, men der er tre sandsynlige steder: Byen Uherský Brod (sydøst for Brno) eller i en af de nærvedliggende landsbyer Nivnice eller Komńa.
Man ved at familien erhverver en ejendom i Uherský Brod i starten af 1600-tallet (hvortil familien formodentlig flytter til), men at Comenius' forældre kort tid herefter dør (1604), og at Comenius derfor flytter til familie i byen Strážnice på grænsen mellem det nuværende Tjekkiet og Slovakiet.

## Ungdom og læreår
Comenius (hvilket er den latinske og datidens 'internationale' form af hans navn) voksede op i en turbulent tid for Europa, der skabte et gennembrud for en ny tidsalder, nemlig overgangen, eller springet om man vil, fra Renæssancen til Barokken. Det var dog også en voldelig tid, præget af Trediveårskrigen og med store samfundsmæssige omvæltninger.
Som et opvakt, flittigt og tidstypisk barn af tiden begyndte han allerede som ungt menneske (omkring konfirmationsalderen) på Latinskolen i Pŕerov (øst for Brno) og fortsatte siden med filosofiske og "pædagogiske" studier i Herborn (1611-13) for derefter at gennemføre tidens ubetinget vigtigste fag (i egen forståelse), teologiske studier i Heidelberg (1613-14).

## Præstekald
1614-18 fungerede han som lærer i Přerov. I 1616 bliver han ordineret til præst i den protestantiske brødremenighed (De bøhmiske/tjekkiske Brødre). I 1632 blev han bistående biskop og generalsekretær for samme menighed. I 1648 udnævntes han til ledende biskop for menigheden.

## Religionskonflikt
Hans religiøse opfattelse og aktive involvering i brødremenigheden fører som hos mange af hans samtidige til en konflikt med den katolske kirke. 
På Comenius' tid var den katolske kirke i gang med en modreformation i det nuværende Tjekkiet, fordi området tidligt havde valgt en protestantisk kurs (ved Jan Hus og andre). Som præst og biskop for en brødremenighed der blev opfattet som kættere af den katolske kirke – medførte det først at han måtte gå under jorden og siden landflygtighed for både ham selv, familien og hans menighed. Og det er årsagen til at Comenius fra 1628 og frem til sin død som 78-årig, stort set ikke sætter sin fod på fædrene jord. Samtidig rasede Trediveårskrigen og satte en makaber kulisse for Comenius' senere virke som skribent og 'folkelærer'.

## Eksil og forfatterliv
I flere og længere perioder bor han i Polen, først og fremmest i Lezno (1628-41, igen 1648-50 og 1654-56) men også i Elblag (1642-48), dels i Sárospatak, i det daværende Transsylvanien (1650-54), og de sidste 14 år af sit liv i Amsterdam (1656-1670). Derudover opholder han sig i London (1641-42) og Stockholm (1642 og 1646) ligesom han undervejs foretog et utal af kortere og længere rejser. 
Comenius er en særdeles flittig forfatter. På trods af at dele af hans produktion i flere tilfælde gik op i flammer – værst da polske tropper plyndrede og nedbrændte Comenius' hus og brødremenighedens besiddelser i Leszno 1656 – efterlader han sig mere end 200 breve, artikler og bøger. Forfatterskabet spænder fra politisk prægede manifester, geografiske kort over skuespil og pædagogiske værker til egentlige lærebøger.

## Værker
Kronologi over udvalgte/overleverede værker – disse er fordelt på latinske værker  (det udbredte og helt dominerende internationale sprog (som engelsk i dag), når man skulle meddele sig til fagfæller og andre lærde) og dels på værker skrevet på hans folkesprog, tjekkisk. Derudover kom der oversættelser af adskillige af hans værker på europæiske sprog (herunder dansk) allerede i hans levetid. 

### På latin
- 1612–1656 Linguae Bohemicae Thesaurus, hoc est Lexicon plenissimum, Grammatica accurata, Idiotismorum elegantiae et Emphases adagiaque ("Tesaurus over det tjekkiske sprog"),
- 1612 Problemata Miscellanea ("Forskellige Problemer")
- 1613 Sylloge Quaestionum Controversarum
- 1614–1616 Grammaticae Facilioris praecepta
- 1616–1627 Theatrum Universitatis rerum
- 1625 Centrum Securitatis ("Sikkerhedens centrum")
- 1618-27 Moraviae Nova et Post Omnes priores Accuratissima delineatio Autore J. A. Comenio ("Kort over Mähren")
- 1631 Ianua linguarum Reserata (Sprogenes åbne dør.)
- 1633-38 Didactica Magna ("Den store Didaktik")
- 1642 Via Lucis, (Lysets vej)
- 1650-51 Schola Pansophca ("Alvidenhedens Skole")
- 1650 Primitiae Laborum Scholasticorum
- 1657-58  Opera didactica Omnia ("Samlede didatiske Værker")
- 1658 Orbis Sensualium Pictus, (Sanseverdenen i billeder)
- 1660 De bono Unitatis et Ordinis ("Om den gode Enhed og Orden")
- 1666 De rerum Humanarum Emendatione Consultatio Catholica ("Almindelig og universel konsultation angående Forbedring af alle menneskelige ting")
- 1668: Unum Necessarium (Nødvendig Enhed) – et filosofisk testamente hvor Comenius plæderer for fred og harmoni i verden.
- 1680 Spicilegium Didacticum

### På tjekkisk
- 1615 O andělích ("Om Engle"),
- 1617 Retuňk proti Antikristu a svodům jeho ("Ytringer imod Antikrist og hans fristelser")
- 1618–1621 O starožitnostech Moravy ("Om historiske levn fra Mähren")
- 1618–1621 Spis o rodu Žerotínů (Skrift om Huset Žerotín)
- 1619 Listové do nebe ("Breve til Himlen")
- 1620–1623 Manuálník aneb jádro celé biblí svaté ("Manual eller den hele Hellige Bibels Kerne")
- 1622 Přemyšlování o dokonalosti kŕesťanské ("Tanker om kristen perfektion")
- 1622 Nedobytedlný hrad jméno Hospodinovo ("Uovervindelig Borg (er) Guds Navn")
- 1623 Truchlivý, díl první ("Den sorgfulde", Del I)
- 1623–1626 O poezí české ("Om tjekkisk poesi")
- 1624 Truchlivý, díl druhý ("Den sorgfulde", Del II)
- 1624 O sirobě ("Om fattigfolk")
- 1624 Pres boží ("Guds trykkeri")
- 1625 Vidění a zjevení Kryštofa Kottera, souseda a jircháŕe sprotavského ("Syner og Åbenbaringer af Kryštof Kotter, min Nabo og garver fra Sprotava")
- 1626 Překlad některých žalmů ("Oversættelse af nogle salmer")
- 1628–1630 Didaktika česká ("Tjekkisk didatik")
- 1630 Škola hrou (Schola Ludus, Legens Skole)
- 1631 Labyrint světa a ráj srdce (Verdens Labyrint og Hjertets Paradis)
- 1631 Brána jazyků otevřená (Åbning af Sprogenes Port)

## Indsats for pædagogik og verdensfred
Comenius' politiske og religiøse projekt er, at der overalt skal eksistere religionsfrihed, og at krig og ufred skal afløses af en national og international orden, der prioriterer fred og menneskelig sameksistens.
Hans pædagogiske (forstået som menneskeopdragende) projekt er tredobbelt,
- dels erfarer han tidligt, at man kommer længere med "gulerod frem for stok", at undervisningen gerne må tage et konkret udgangspunkt, og at progression er kernen i alle længere læringsforløb.
- dels udvikler han en række enestående, og i samtiden bredt anvendte, lærebøger, der benytter sprogundervisning i latin og nationale sprog samtidig (der findes også dansk-latinske bearbejdelser af hans værker fra perioden) til den almene skoling, dvs. bøger der i bedste renæssancestil rækker fra fysik til historie og som ofte er understøttet af utallige instruktive illustrationer. 
- dels et socialt og pædagogisk samfundsprojekt om en sammenhængende "uddannelse for alle", bl.a. med en grundskole for både drenge og piger som grundsten for "livslang læring". 
Som ægte humanist, banebrydende pædagog, læremester og tidlig internationalist er det derfor også naturligt, at Comenius er et ikon for nutidige internationale organisationer som f.eks. UNESCO i FN og i EU bl.a. Comenius-programmet.